# Tokmok
Tokmok (în kirghiză: Токмок, Toqmoq, „ciocan”; în rusă: Токмак, Tokmak) este un oraș în Valea Ciui, în nordul Kârgâzstanului, la est de capitala țării, cu o populație de 53.231 de oameni în 2009. Se află la 816 m deasupra nivelului mării. Din 2004 până în 2006 a fost centrul administrativ al Regiunii Ciui. La nord, se află Râul Ciu și granița cu Kazahstan.
Tokmok a fost fondat ca un fort militar nordic al Hanatului lui Kokand, în anul 1830. Treizeci de ani mai târziu, a căzut în mâinile rușilor, care au demolat fortul. Orașul modern a fost fondat în 1864 de către generalul Mihail Cernyayev.  

## Moștenire medievală
Deși are o origine relativ modernă, Tokmok se află în mijlocul Văii Ciui, care a fost un premiu căutat de mulți cuceritori medievali. Ruinele Ak-Beșim, capitala Khaganatului Vestic Turcesc, se află la 8 km sud-vest de Tokmok. Yusuf Has Hajib Balasaguni, autorul a Kutadgu Bilig, se spune că s-a născut în această regiune.
La 15 km sud de Tokmok se află Turnul Burana (vechi din secolul al XI-lea), localizat pe terenul unei citadele antice, care astăzi nu este mai mult decât o movilă de pământ. Se crede că aici ar fi locul orașului antic Balasagun, care a fost fondat de sogdieni și, mai târziu, pentru ceva timp, capitala Imperiului Kara-Khanid. O colecție mare de pietre de mormânt și bal-bals se află în apropiere. Artefacte scitice au fost excavate și mutate la muzeele din St. Petersburg și Bișkek.

## Demografie
După recensământul din 2009, populația Tokmok-ului se ridica la 53.231 de oameni, dintre care majoritatea erau kirghizi și etnici ruși, precum și dungani și uzbeci.

## Industrie
Fabrica de sticlă "Interglass LLC" își are baza în Tokmok. Fabrica din Tokmok produce aproape 2.800 de tone de sticlă lichidă pe zi și 600 de tone de sticlă tare pe zi. Producția anuală este de 200.000 de tone. Acum, materialele prime sunt cumpărate din Rusia și Kazahstan.

## Personalități
- Li Bai, poet al dinastiei chineze Tang
- Dmitry Bivol, boxer profesionist rus
- Alexander Kosenkow, atlet olimpic german
- Maiya Maneza, bodybuilder olimpic kazah
- Athanasius Schneider, episcop romano-catolic kazah
- Elihan Tore, președinte al primei Republici Estice Islamice Turkistan
- Mátyás Rákosi, dictatorul stalinist exilat al Ungariei
- Dennis Wolf, bodybuilder profesionist german